# Eustroma brunnearia
Eustroma brunnearia är en fjärilsart som beskrevs av John Henry Leech 1897. Eustroma brunnearia ingår i släktet Eustroma och familjen mätare. Inga underarter finns listade i Catalogue of Life.